# 国際人権法
国際人権法（こくさいじんけんほう、英語: international human rights law、フランス語: Droit international des droits de l'Homme）とは、国際法の中の人権に関する分野。この法によって、いかなる国でも保護されるべき人権の種類・内容および、国際機関による人権保障実施が定められている。国際人権法に含まれているのは、国際人権章典（世界人権宣言・国際人権規約）と、人権条約（主に子どもの権利条約・女性差別撤廃条約・人種差別撤廃条約・拷問等禁止条約）と、それらを実施するための制度である。

## 概要
国際法によって個人の人権を保障する、国際法の一分野をいい、第二次世界大戦後に急速に発展してきた分野である。第二次世界大戦前は、人権は国内問題として、国内問題不干渉義務（国際連盟規約15条8項）の下、各国の専属的事項とされていた。しかし、第二次世界大戦の反省から、国際連合憲章において人権保護が規定され、戦後急速に国際平面における人権保護が発展しだした。その端緒は、1948年の国連総会において採択された世界人権宣言である。諸国の憲法で同宣言が言及されていることを根拠に、今日ではこれが慣習国際法の一部となっているとする見解もある。諸国の国内裁判所の判決では、日本においては1989年5月2日最高裁判決をはじめ同宣言の法的拘束力が否認されている。1980年6月30日米控訴裁第二巡回区判決（「フィラルティーガ事件」）では、世界人権宣言その他国際合意を基に証拠づけられ定義されている拷問から逃れる権利が慣習国際法になっていると判示された（630 F.2d 876, 882.(2d Cir.1980)）。
国際人権法は、二つに分類することができる。普遍的保障と地域的保障である。

## 普遍的保障
第一に、普遍的保障であるが、これは、国連システムと条約制度に分けられ、多くの場合が一般的に強制力をもった履行手続きを備えていない。
国連システムでは、国際連合経済社会理事会が創設した国連人権委員会の制度があった。2006年に、同委員会は国連人権理事会に発展した（国連総会決議60/251）。しかし、基本的な性格や目的は、維持されているといえる。すなわち、国連人権理事会は、テーマ別人権問題について対話の場を提供したり（同決議、5項(a)）、各国による人権に関する義務の履行の普遍的定期審査を行ったり（同項(e)）、法的拘束力のない「勧告」（recommendations）を行ったり（同項(i)）するにとどまる。国連人権委員会の最大の問題点がその政治性であったが、人権理事会となった現状でも、独立した判断機関とはいえず、政治的組織の内部に属するものにとどまっているという他はない。1993年のウィーン宣言及び行動計画に起源をもち、国連総会決議48/141（1994年1月7日）によって設立された、国際人権条約の採択、普及の促進を目的とする国際連合人権高等弁務官事務所も同様に、諸国家に忠告や技術的、財政的援助を与え、国連の人権分野での調整を行う役割を有するにとどまる。
発効に伴い批准した国に法的拘束力を有する条約制度として、世界人権宣言を条約化したといわれる経済的、社会的及び文化的権利に関する国際規約（社会権規約）と市民的及び政治的権利に関する国際規約（自由権規約）があるが、特に発達している自由権規約の制度においても、自由権規約第1選択議定書の下の個人通報制度では、規約人権委員会は、法的強制力のない「見解」（views）を述べる権限を有するにとどまる（5条）。他にも、国連の下で作成された条約として、1965年の人種差別撤廃条約、1979年の女性差別撤廃条約、1989年の児童の権利に関する条約（こどもの権利条約）、1990年の全ての移住労働者及びその家族の権利の保護に関する国際条約、2006年の障碍のある人の権利に関する条約などがある。これらの条約も個人通報制度について定めた選択議定書や規定を持ち、それを批准ないしは受諾する締約国に勧告を行う委員会を有するが、自由権規約と同様、強制力のある決定を下す権限は付与されていない。
これらのほか、1948年の集団殺害罪の防止および処罰に関する条約、1951年の難民の地位に関する条約と1984年の拷問等禁止条約、そして2006年の強制失踪防止条約もそれぞれ国際連合総会決議の形で採択された。

## 地域的保障
第二に、地域的保障は、欧州人権条約（正式名称、人権と基本的自由の保護のための条約）が非常に発達しており、次いで米州人権条約、次に人及び人民の権利に関するアフリカ憲章（アフリカ人権憲章）が発達している。各制度は、独自の人権裁判所を有しており、法的強制力のある判決を下して、その実効性を担保している点で、先の普遍的保障の制度と大きく異なる。なお、アジアにおいて、地域的人権条約を創設しようとする努力もなされたことがあるが、いまだ実現していない。
欧州人権条約は、欧州評議会の下、基本的自由が世界における正義と平和の礎であるとして（前文）、1950年に創設された。加盟国は、広く、欧州連合諸国のみならず、ロシア、トルコまで含む。国家に加えて、個人や非政府団体も、ここに締約国の条約違反を直接訴えることができる（第34条）欧州人権裁判所を有し、現在、大変活発に活動している。同裁判所の判決は強制力を有し（第46条）、個人の人権に関しても加盟国を直接、法的に拘束する（2004年6月22日「ブロニウスキ対ポーランド事件」欧州人権裁判所大法廷判決）。
米州人権条約は、米州機構により1969年に欧州人権条約にほぼ倣ってつくられた制度であり、同様に米州人権裁判所を有する。同裁判所も活発に活動しており、国際法の観点からは、例えば、1999年に国際司法裁判所で争われた「ラグラン事件」（メキシコ対米国）に関連して、独自に勧告的意見を出したことや（1999年10月1日「公正な裁判の枠組みにおける領事扶助の通達の権利」米州人権裁判所勧告的意見、Serie A, No.16, para.106）、「バリオス・アルトス事件」に関して、ペルー政府に対して恩赦法の取り消しと捜査再開、被害者と遺族に対する補償を命じた判決（2001年3月14日「バリオス・アルトス対ペルー事件（本案）」判決、Serie C, No.75、2001年9月3日「同事件（解釈）」判決、Serie C, No.83、2001年11月30日「同事件（賠償及び費用）」判決、Serie C, No.87）などが、注目されている。
1981年にアフリカ統一機構によって成立したアフリカ人権憲章は、人権の保護を目指すと同時に、植民地支配の撤廃（前文）、人民の平等（19条）や発展の権利（22条）も目的としている。同条約が設置していたアフリカ人権委員会は、その後、2006年に設立されたアフリカ人権裁判所（人及び人民の権利のアフリカ裁判所）を有して、他の地域的制度と同様に司法機関を持つようになった。しかし、条約の実効性については、未だ発展段階にあるといえる。2008年7月1日に、アフリカ司法人権裁判所規程に関する議定書 (Protocol on the Statute of the African Court of Justice and Human Rights) が成立し、アフリカ人権裁判所とアフリカ連合司法裁判所の二つが統一されることになっている（2020年6月18日現在、55ヶ国中、署名33ヶ国、批准8ヶ国。15ヶ国の批准で発効）。この新しい裁判所は、条約、慣習法、アフリカ諸国に共通の一般原則を適用するとされ、勧告的意見も発することができることになっている。

## 人権条約の国内的実施
国際人権法の最大の課題は、その国内的実施である。特に、各種人権条約の国内法秩序への直接適用性(direct applicability)が問題となる。日本においては、次のようになっている。
自由権規約(ICCPR)については、1997年の国連人権委員会における外務省が作成した日本政府第四リポートで、特定の条項はその目的、意味、用語の使用法に従って直接適用されることが示されたが、これに対する法務省の見解では逆に、ICCPRは自動執行力がないとされた。実際には、国内判例において、1994年4月27日大阪地裁判決、1993年2月3日東京高裁判決、1997年3月27日札幌地裁判決ほかで関連条項の直接適用性が認められた。社会権規約(ICESCR)については、これが漸進的性格を有するゆえに、原則として直接適用性は認められないとされており、1984年12月19日最高裁判決（「塩見事件」）でもICESCR第9条の直接適用性が否認された。しかしながら、社会権規約委員会の一般注釈第3番(General Comment No.3)ではICESCR第2条の差別の禁止等、特定の条項は即座に実現されるべきもので自動執行力があるとされ、そのようなオランダの国内判決の例もある。
女性差別撤廃条約の直接適用性については、意見が分かれている。法務省は、条約当事国の意思、条約の文言及び起草過程でそれが明らかであれば、条約の直接適用は認められるという立場をとっている。
人種差別撤廃条約の直接適用性については、外務省は、条約のいくつかの特定の条項は直接適用されることをはっきりと認めている。